# Sofia da Suécia
Sofia Guilhermina Catarina Maria Luísa Carlota Ana (Estocolmo, 21 de maio de 1801 - Castelo de Karlsruhe, 6 de julho de 1865), foi uma princesa da Suécia e grã-duquesa consorte de Baden.

## Família
Sofia era a segunda filha do rei Gustavo IV Adolfo da Suécia e da sua esposa, a princesa Frederica de Baden. Pelo lado da mãe era sobrinha da princesa Luísa de Baden, esposa do czar Alexandre I da Rússia. Os seus avós paternos eram o rei Gustavo III da Suécia e a princesa Sofia Madalena da Dinamarca. Os seus avós maternos eram o duque Carlos Luís de Baden e a condessa Amália de Hesse-Darmstadt.

## Biografia
Sofia nasceu em Estocolmo, na Suécia, no dia 21 de maio de 1801. Era filha do rei Gustavo IV Adolfo da Suécia e da rainha-consorte Frederica de Baden. Logo depois de nascer foi entregue aos cuidados de Edviges Ulrica de la Gardie, que foi governanta dos filhos do rei entre 1799 e 1803.
Sofia tinha oito anos de idade quando o seu pai foi deposto e a família exilada da Suécia em 1809. Entre o momento em que o golpe de estado que depôs o pai foi levado a cabo e o momento em que deixaram a Suécia, Sofia esteve sob prisão domiciliária com a mãe. Durante este período foi mencionada no famoso diário da duquesa Edviges de Holsácia-Gottorp que a descreveu como uma menina teimosa que era muito mais arrogante e tinha muito menos controlo do que o seu irmão Gustavo. Há uma história que mostra bem o contraste entre os dois irmãos. Quando Frederica e os seus filhos tiveram permissão para se juntar ao rei deposto, o conhecido nobre sueco Hans Axel von Fersen foi ter com a família para discutir a forma como o encontro iria decorrer. Quando estava prestes a sair, o irmão mais velho de Sofia correu até à porta para a abrir e deixar Fersen passar. A antiga rainha Frederica terá dito: Sofia nunca na vida teria feito uma coisa destas, acha-se demasiado superior para isso.
Em 1815, Sofia ficou noiva e a 25 de julho de 1819 casou-se em Karlsruhe com o seu meio-tio-avô, o príncipe Leopoldo, Grão-Duque de Baden, filho de um casamento morganático. O seu casamento com Leopoldo tinha sido arranjado especialmente pelo seu tio materno, o grão-duque Carlos II, com o objectivo de aumentar as hipóteses de um dia Leopoldo vir a sucedê-lo como grão-duque devido à linhagem real de Sofia. Apesar de os direitos de sucessão de Leopoldo estavam já reconhecidos, o facto de ele ter nascido de um casamento morganático continuava a dar problemas. Durante o reinado do grão-duque Luís I de Baden, o casal viveu uma vida modesta longe da corte, já que Luís I não queria o herdeiro por perto. Em 1830, o seu marido sucedeu-o no governo de Baden como Leopoldo I e Sofia tornou-se grã-duquesa da Baden.

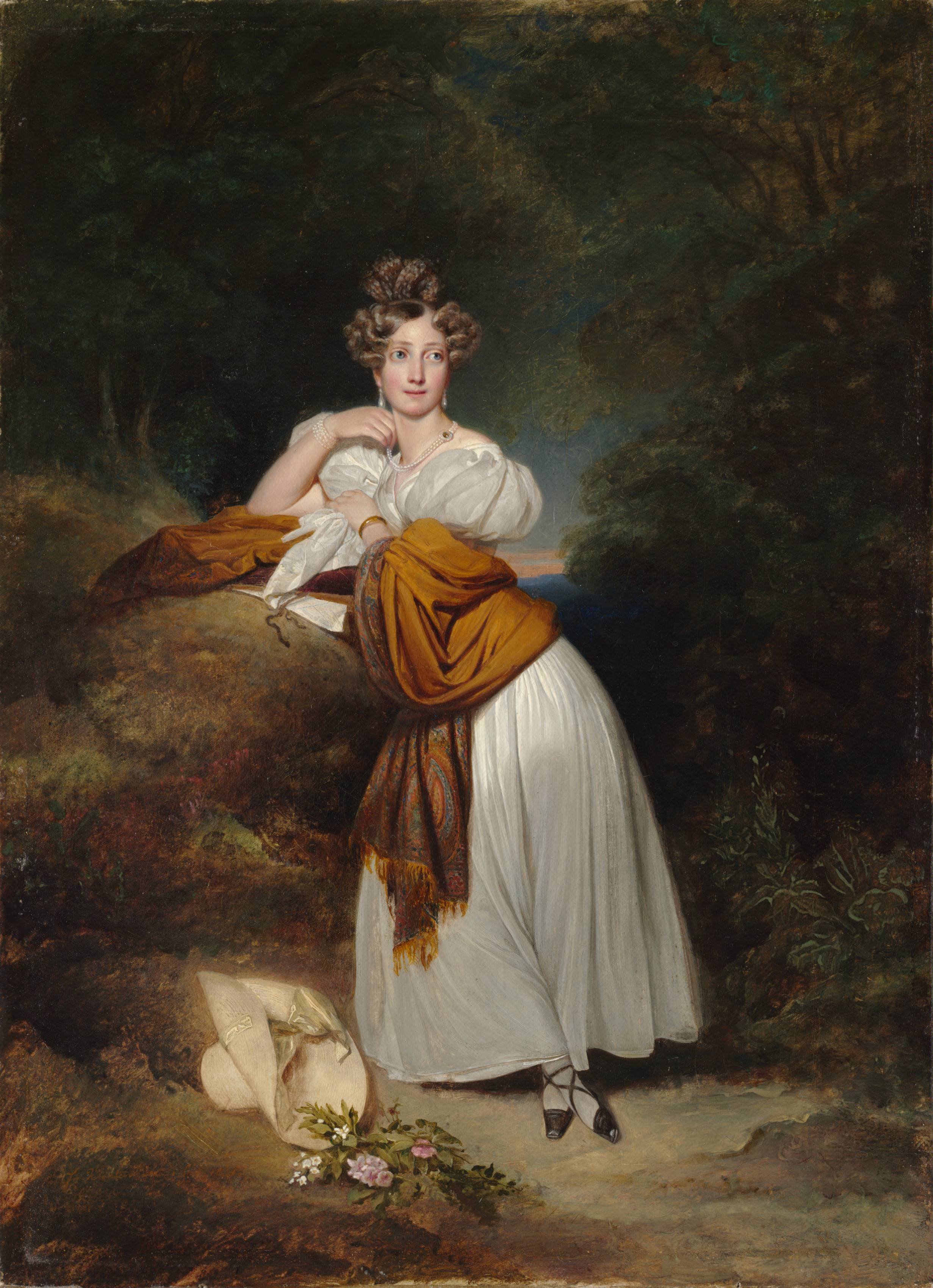
Sofia
Franz Xaver Winterhalter, 1831
Museu de Arte de Cleveland

Sofia era considerada sensata e obediente, mas rigorosa. Ficava acordada até tarde e acordava tarde, passando depois horas a escrever aos seus vários parentes por toda a Europa na sua camisa de dormir. Interessava-se por ciência, arte e política e mantinha-se bem informada sobre todos os acontecimentos políticos do dia através da sua correspondência. Tinha laços fortes com a corte de Viena e foi para lá que mandou os seus filhos para que estes terminassem a sua educação. Sofia nunca perdoou a deposição do pai e aceitou muito mal o momento em que o seu irmão perdeu o estatuto de príncipe sueco. Durante o período tumultuoso que se seguiu à aparição de Kaspar Hauser, correram rumores de que Sofia tinha ordenado o seu assassinato em 1833, algo que afectou negativamente a sua relação com o marido e levou ao aparecimento de rumores de que a grã-duquesa tinha um amante. Durante as revoluções de 1848, foi obrigada a fugir de Karlsruhe com a família e refugiou-se em Salzburgo. Regressaram em 1849 depois da revolta ser controlada pelo exército prussiano.
Em 1852, ficou viúva. Sofia convenceu o seu filho Frederico a contrair uma união dinástica em vez de um casamento com a sua amante, a baronesa Stephanie von Gensau. Em 1852, a casa real sueca quis fazer as pazes com a antiga dinastia, por isso o rei Óscar I e a princesa Josefina de Leuchtenberg tentaram encontrar-se com Sofia, mas sem sucesso. Contudo, em 1863, Sofia encontrou-se com o futuro rei Óscar II e com a sua consorte, a princesa Sofia de Nassau. O encontro foi um sucesso: Sofia perguntou-lhe quanto a cidade de Estocolmo tinha mudado desde a sua infância e, quando eles se foram embora, Sofia ofereceu-lhe um presente para o filho do casal Gustavo: um medalhão com um "G" gravado e a coroa do príncipe-herdeiro sueco, uma vez que ele tinha o mesmo nome do irmão dela.

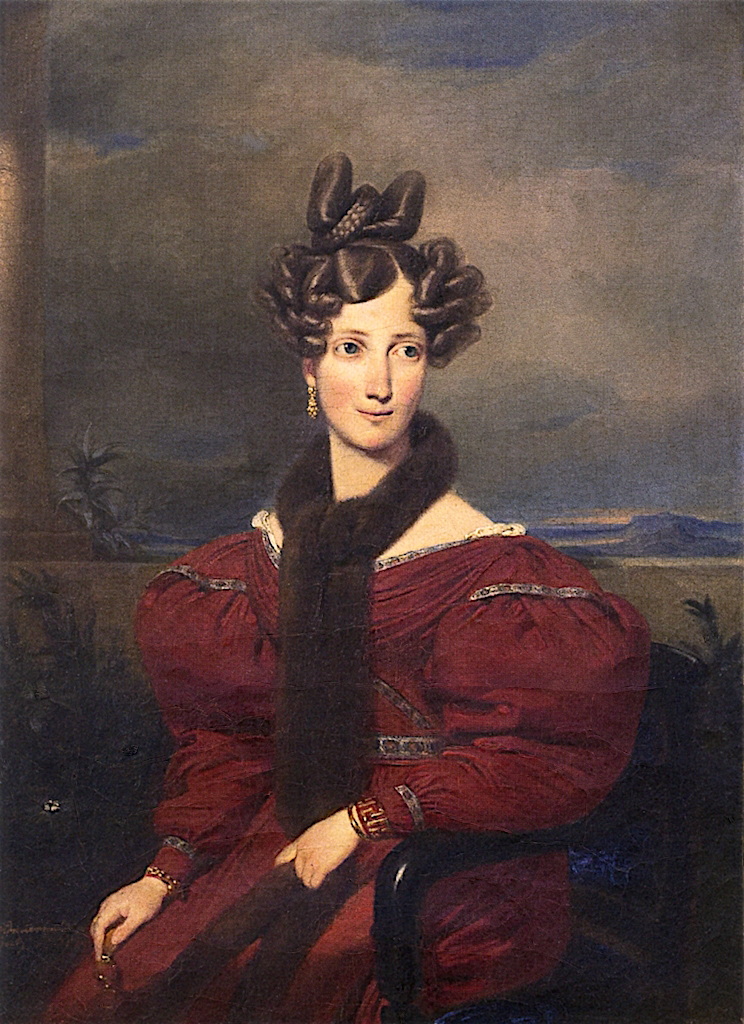
Sofia Guilhermina, Grã-Duquesa de Baden
Franz Xaver Winterhalter, 1831

Em 1864, Sofia foi entrevistada por um escritor sueco anónimo e a entrevista foi publicada na biografia sobre mulheres suecas famosas escrita por Wilhelmina Stålberg (que era provavelmente a autora da entrevista) cuja publicação foi financiada por Sofia:

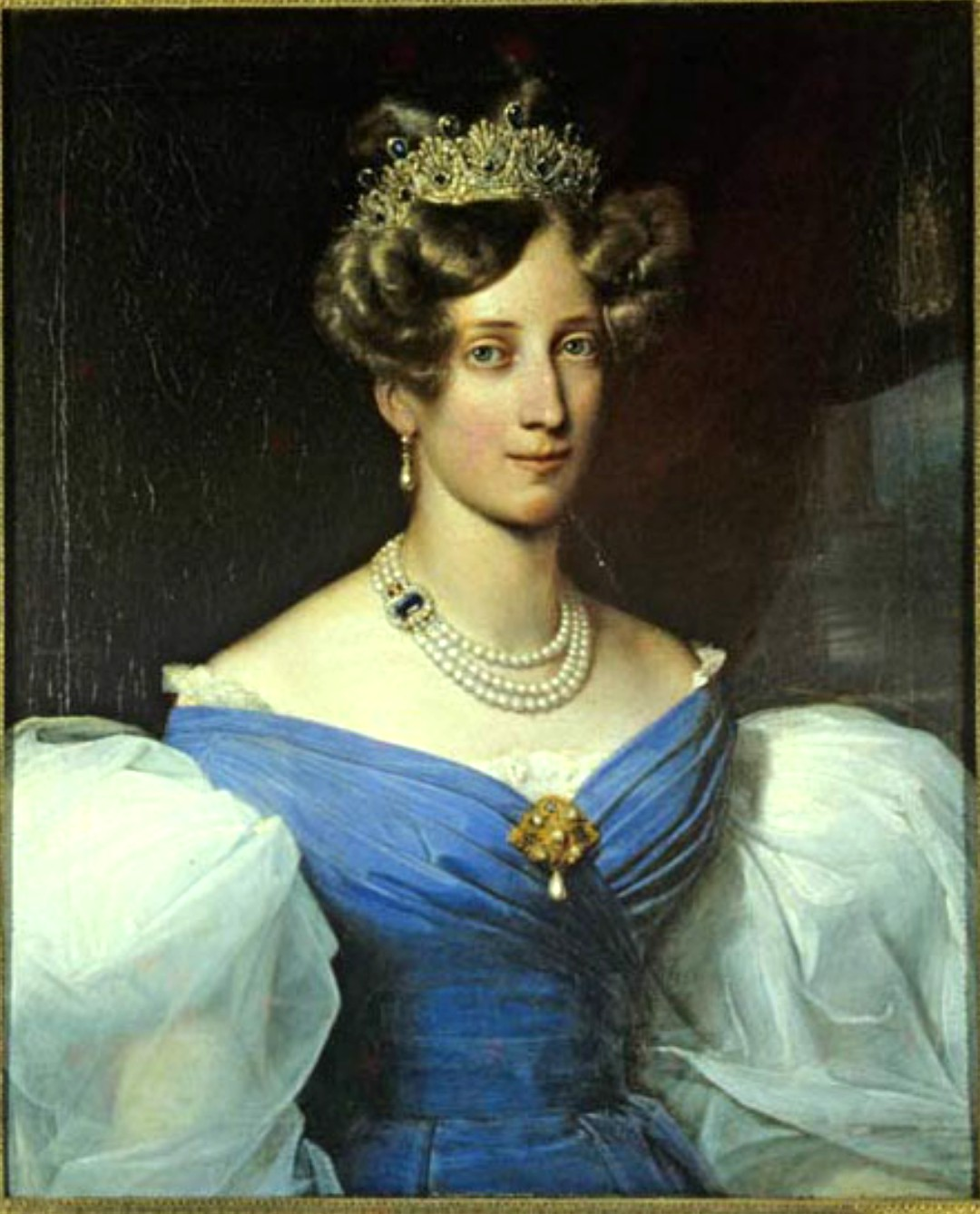
Grã-Duquesa Sofia de Baden
Franz Xaver Winterhalter, 1830
Museu Estatal de Baden

| “ | O seu palácio encontrava-se no centro de um pequeno parque e parecia-se mais com uma bonita residência privada do que com um palácio real. Árvores bonitas, relvados bem cuidados e vielas rodeavam o edifício. Não se via qualquer grandiosidade, nem nos criados, nem em outra coisa. Na sala onde entrei primeiro havia uma abundância de flores e quadros. Tudo parecia representar o lar de uma alma que vivia na solidão das suas memórias. Também me foi dito que a grã-duquesa raramente aparecia. Não demorou a entrar na sala com brilho, quase sem que se ouvissem os seus passos, uma figura graciosa que chegou de braços abertos para me abraçar e beijar. (...) Pouco depois mudou o tema da conversa para a Suécia e as memórias que guardava dela. Recordava-se principalmente dos palácios de Haia e de Estocolmo, deste último recorda-se tão bem que não teria qualquer dificuldade em guiar-se em qualquer parte dele. Perguntei se ela não tinha o desejo de fazer uma visita à sua casa de infância. Havia rumores na Suécia de que pretendia fazê-lo e que tinha até escrito ao rei Óscar, que lhe tinha garantido uma amável recepção. A grã-duquesa considerou o rumor 'completamente sem sentido'. Nunca tinha feito qualquer plano sério para visitar a Suécia, apesar de o desejar frequentemente. Principalmente na primavera, costumava sempre sentir saudades de uma forma estranhamente melancólica da sua casa de infância. Mas era demasiado tarde para ir lá. Murmurou esta afirmação com o brilho de lágrimas nos seus grandes olhos azuis. De qualquer forma, um sorrido verdadeiro parecia pouco característico no seu rosto não muito bonito, mas muito interessante. Quanto às últimas novidades da literatura sueca, a grã-duquesa lia tudo, mas as versões traduzidas, "porque", disse ela, "já não me lembro suficientemente bem da língua sueca para a conseguir falar ou ler. Contudo, consigo percebê-la quando falam comigo e rezo sempre em sueco! | ” |

## Casamento e descendência
Sofia casou-se com o príncipe Leopoldo de Baden a 25 de julho de 1819 em Karlsruhe. O casal teve oito filhos:
- Alexandrina de Baden (6 de dezembro de 1820 - 20 de dezembro de 1904), casada com o duque Ernesto II, Duque de Saxe-Coburgo-Gota; sem descendência.
- Luís de Baden (nascido e morto em 1822)
- Luís II, Grão-Duque de Baden (5 de agosto de 1824 - 22 de janeiro de 1858), morreu aos trinta e três anos de idade; foi declarado louco e incapaz de governar; sem descendência.
- Frederico I, Grão-Duque de Baden (9 de setembro de 1826 - 28 de setembro de 1907), casado com a princesa Luísa da Prússia; com descendência.
- Guilherme de Baden (18 de dezembro de 1829 - 27 de abril de 1897), casado com a princesa Maria Maximilianovna de Leuchtenberg; com descendência.
- Carlos de Baden (9 de março de 1832 - 3 de dezembro de 1906), casado com Rosalie de Beust; com descendência.
- Maria de Baden (20 de novembro de 1834 - 21 de novembro de 1899), casada com o príncipe Ernesto Leopoldo de Leiningen; com descendência.
- Cecília de Baden (2 de outubro de 1839 - 12 de abril de 1891), casada com o grão-duque Miguel Nikolaevich da Rússia; com descendência.

Sofia faleceu em Karlsruhe.